# Лілано (округ)
Шаблон:StateAbbr_ 45°08′ пн. ш. 86°02′ зх. д. / 45.13° пн. ш. 86.03° зх. д.
Округ  Лілано (англ. Leelanau County) — округ (графство) у штаті Мічиган, США. Ідентифікатор округу 26089.

## Історія
Округ утворений 1840 року.

## Демографія
За даними перепису 
2000 року 
загальне населення округу становило 21119 осіб, зокрема міського населення було 1116, а сільського — 20003.
Серед мешканців округу чоловіків було 10532, а жінок — 10587. В окрузі було 8436 домогосподарств, 6216 родин, які мешкали в 13297 будинках.
Середній розмір родини становив 2,89.
Віковий розподіл населення поданий у таблиці:
| Стать    | До 15 років | 15-21 | 22-29 | 30-39 | 40-49 | 50-65 | 65-85 | Понад 85 |
| -------- | ----------- | ----- | ----- | ----- | ----- | ----- | ----- | -------- |
| Чоловіки | 2170        | 959   | 656   | 1168  | 1857  | 1995  | 1604  | 123      |
| Жінки    | 2039        | 789   | 605   | 1290  | 1918  | 2004  | 1705  | 237      |

## Суміжні округи
- Скулкрафт — північ
- Шарлевуа — північний схід
- Антрім — схід
- Гранд-Траверс — південний схід
- Бензі — південь
- Дор, Вісконсин — захід
- Делта — північний захід

## Виноски
1. ↑  US Decennial Census. Census.gov. Архів оригіналу за 4 квітня 2018. Процитовано 29 червня 2013.
2. ↑  State & County QuickFacts. US Census Bureau. Архів оригіналу за 13 липня 2011. Процитовано 28 серпня 2013.(англ.) Наведено за англійською вікіпедією.
3. ↑  American FactFinder. Бюро перепису населення США. Архів оригіналу за 26 лютого 2012. Процитовано 31 січня 2008.

| США | Це незавершена стаття з географії США. Ви можете допомогти проєкту, виправивши або дописавши її. |